# Millwall LFC
Millwall Lionesses Ladies Football Club är en engelsk damfotbollsklubb från London. Klubbens smeknamn är "Lionesses" (Lejonhonorna), då herrlaget Millwall FC kallas "The Lions" (Lejonen).
I maj 2019 tillkännagavs att Lionesses skulle dela sig från Millwall FC, strax efter avslutningen av FA Women's Championship 2018–19. bildar en  ny klubb som heter London City Lionesses.